# AC4哨兵坦克
澳大利亞巡航坦克Mk.IV，即AC4哨兵坦克，是一款二戰期間由澳大利亞設計的巡航坦克。該坦克的設計基於AC1哨兵坦克，設計之初計劃用於取代先前設計的AC3雷電坦克。和AC1、AC2、AC3一樣，AC4坦克的底盤和炮塔都是通過整體鑄造方式生產的。AC4最惹人注目的特點在於其主炮爲一門威力強大的QF 17磅炮（與雪曼螢火蟲的主炮相同），但這款坦克最終僅停留在原型車試驗階段，在量產開始前澳大利亞方面就終止了AC4坦克項目。

## 歷史

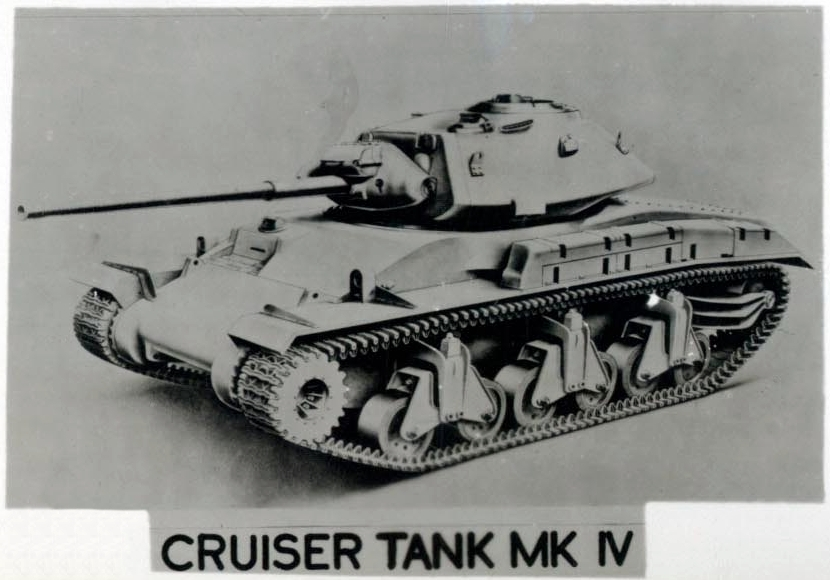
一張繪製於1943年的AC4坦克插畫，基於AC4的設計草圖作成

AC3哨兵坦克安裝的25磅炮雖然火力足夠，但反裝甲能力不足，因此，澳大利亞方面決定研發一款基於哨兵坦克、裝備有強大反坦克炮的新型坦克，此爲AC4哨兵坦克之濫觴。爲了將威力更強的主炮裝上哨兵坦克，設計人員製作了一個新型炮塔。經過測試，這個炮塔可以承受兩門25磅炮的後坐力，安裝口徑76.2毫米的QF 17磅炮，當時同盟國所有的最好坦克炮之一可謂遊刃有餘。1942年11月2日，試驗人員將QF 17磅炮正式裝上了試驗車。1942年11月17日，安裝17磅炮的試驗車通過了試驗，即AC4坦克。爲了裝下新的炮塔，設計人員對發動機佈局進行了改造，使其更加緊湊。
隨後，根據軍方的意見，AC4坦克曾計劃進行包括拆除炮塔架、增加陀螺穩定儀、將彈簧懸掛更換爲扭力杆懸掛等在內的改進。但項目進行到1943年時，日軍在太平洋戰場的優勢已逐漸減弱，似乎日軍已不太可能直接入侵澳洲本土。而且，當時澳大利亞亦已開始接收M4雪曼等英美坦克。考慮到這些因素，1943年7月，澳大利亞決定終止AC4坦克的項目，原先生產510輛AC4巡航坦克的計劃也被取消。